# 狼群 (席琳娜·戈梅茲和棉花糖歌曲)
〈狼群〉是美國歌手赛琳娜·戈麦斯和音樂製作人棉花糖的一首歌。